# Сасквеганна-Депот (Пенсільванія)
Сасквеганна-Депот (англ. Susquehanna Depot) — місто (англ. borough) в США, в окрузі Сасквегенна штату Пенсільванія. Населення — 1365 осіб (2020).

## Географія
Сасквеганна-Депот розташована за координатами 41°56′27″ пн. ш. 75°36′29″ зх. д. / 41.94083° пн. ш. 75.60806° зх. д. (41.940864, -75.608156).  За даними Бюро перепису населення США в 2010 році місто мало площу 2,13 км², з яких 1,98 км² — суходіл та 0,15 км² — водойми.

## Демографія
Згідно з переписом 2010 року, у селищі мешкали 1643 особи в 636 домогосподарствах у складі 436 родин. Густота населення становила 773 особи/км².  Було 767 помешкань (361/км²).
Расовий склад населення:
| - 97,1 % — білих - 1,0 % — азіатів - 0,4 % — чорних або афроамериканців - 0,3 % — корінних американців |

До двох чи більше рас належало 0,8 %. Частка іспаномовних становила 2,0 % від усіх жителів.
За віковим діапазоном населення розподілялося таким чином: 25,1 % — особи молодші 18 років, 60,4 % — особи у віці 18—64 років, 14,5 % — особи у віці 65 років та старші. Медіана віку мешканця становила 38,1 року. На 100 осіб жіночої статі у селищі припадало 91,3 чоловіків;  на 100 жінок у віці від 18 років та старших — 85,1 чоловіків також старших 18 років.
Середній дохід на одне домашнє господарство  становив 39 717 доларів США (медіана — 32 200), а середній дохід на одну сім'ю — 43 898 доларів (медіана — 33 750). Медіана доходів становила 39 375 доларів для чоловіків та 31 397 доларів для жінок. За межею бідності перебувало 30,5 % осіб, у тому числі 42,3 % дітей у віці до 18 років та 15,9 % осіб у віці 65 років та старших.
Цивільне працевлаштоване населення становило 485 осіб. Основні галузі зайнятості: освіта, охорона здоров'я та соціальна допомога — 27,6 %, виробництво — 11,1 %, роздрібна торгівля — 9,7 %.